# زنگ یونجه
زنگ یونجه (نام علمی: Uromyces striatus) نام یک گونه از راسته زنگار است.